# Emil Iversen
Emil Iversen (Meråker, 12 augustus 1991) is een Noorse langlaufer. Hij vertegenwoordigde zijn vaderland op de Olympische Winterspelen 2018 in Pyeongchang.

## Carrière
Iversen maakte zijn wereldbekerdebuut in december 2013 in Lillehammer. In december 2014 scoorde hij met een zesde plaats in Lillehammer zijn eerste wereldbekerpunten. Op 5 januari 2016 boekte de Noor in Oberstdorf zijn eerste wereldbekerzege. Op de wereldkampioenschappen langlaufen 2017 in Lahti eindigde Iversen als tiende op de sprint, op het onderdeel teamsprint eindigde hij samen met Johannes Høsflot Klæbo op de vierde plaats. Tijdens de Olympische Winterspelen van 2018 in Pyeongchang eindigde hij als achtste op de sprint en als tiende op de 50 kilometer klassieke stijl.
In Seefeld nam de Noor deel aan de wereldkampioenschappen langlaufen 2019. Op dit toernooi eindigde hij als vijfde op de sprint, als tiende op de 15 kilometer klassieke stijl en als 31e op de 30 kilometer skiatlon. Samen met Johannes Høsflot Klæbo werd hij wereldkampioen op de teamsprint, op de estafette veroverde hij samen met Martin Johnsrud Sundby, Sjur Røthe en Johannes Høsflot Klæbo de wereldtitel. Op de wereldkampioenschappen langlaufen 2021 in Oberstdorf werd Iversen wereldkampioen op de 50 kilometer klassieke stijl, daarnaast eindigde hij als vijfde op de 30 kilometer skiatlon en als tiende op de sprint. Op de estafette behaalde hij samen met Pål Golberg, Hans Christer Holund en Johannes Høsflot Klæbo de wereldtitel.

## Resultaten

### Olympische Spelen
| Jaar | Plaats      | Resultaten                                            |
| ---- | ----------- | ----------------------------------------------------- |
| 2018 | Pyeongchang | 8e Sprint (klassieke stijl) 10e 50 km klassieke stijl |

### Wereldkampioenschappen
| Jaar | Plaats     | Resultaten |
| ---- | ---------- | --- |
| 2017 | Lahti      | 10e Sprint (vrije stijl) 4e Teamsprint (klassieke stijl)                                                                    |
| 2019 | Seefeld    | 5e Sprint (vrije stijl) · 10e 15 km klassieke stijl · 31e 30 km skiatlon · Teamsprint (klassieke stijl) · 4×10 km estafette |
| 2021 | Oberstdorf | 10e Sprint (klassieke stijl) · 5e 30 km skiatlon · 50 km klassieke stijl · 4×10 km estafette                                |

### Wereldbeker
| Legenda | Legenda            |
| ------- | ------------------ |
| TdS     | Tour de Ski        |
| NO      | Nordic Opening     |
| LT      | Lillehammer Triple |
| RT      | Ruka Triple        |
| WBF     | Wereldbekerfinale  |
| STC     | Ski Tour Canada    |
| ST      | Ski Tour           |

Eindklasseringen
| Seizoen   | Algm | DI  | SP  | TdS |
| --------- | ---- | --- | --- | --- |
| 2014/2015 | 60e  | 65e | 31e | –   |
| 2015/2016 | 8e   | 15e | 9e  | 10e |
| 2016/2017 | 11e  | 14e | 7e  | DNF |
| 2017/2018 | 9e   | 19e | 4e  | 14e |
| 2018/2019 | 6e   | 10e | 8e  | DNF |
| 2019/2020 | 9e   | 7e  | 15e | DNF |
| 2020/2021 | 12e  | 15e | 22e | –   |

Wereldbekerzeges individueel
| Nr. | Datum            | Plaats     | Onderdeel                                |
| --- | ---------------- | ---------- | ---------------------------------------- |
| 1.  | 5 januari 2016   | Oberstdorf | Sprint (klassieke stijl) TdS             |
| 2.  | 20 februari 2016 | Lahti      | Sprint (vrije stijl)                     |
| 3.  | 2 maart 2016     | Montreal   | 17,5 km klassieke stijl (massastart) STC |
| 4.  | 29 januari 2017  | Falun      | 30 km klassieke stijl (massastart)       |
| 5.  | 4 januari 2018   | Oberstdorf | 15 km vrije stijl (massastart) TdS       |
| 6.  | 2 januari 2019   | Oberstdorf | 15 km klassieke stijl (massastart) TdS   |
| 7.  | 23 februari 2020 | Trondheim  | 30 km klassieke stijl (handicapstart) ST |
| 8.  | 23 januari 2021  | Lahti      | 30 km skiatlon                           |

Wereldbekerzeges team
| Nr. | Datum            | Plaats      | Onderdeel                               | Teamgenoten              |
| --- | ---------------- | ----------- | --------------------------------------- | ------------------------ |
| 1.  | 9 december 2018  | Beitostølen | 4 × 7,5 km estafette                    | Sundby / Røthe / Krogh   |
| 2.  | 10 februari 2019 | Lahti       | 6 × 1,6 km teamsprint (klassieke stijl) | Klæbo                    |
| 3.  | 24 januari 2021  | Lahti       | 4 × 7,5 km estafette                    | Golberg / Røthe / Krüger |
| 4.  | 5 december 2021  | Lillehammer | 4 × 7,5 km estafette                    | Valnes / Krüger / Klæbo  |